# Unterseeboot 403
L'U-403 est un Unterseeboot type VII utilisé par la Kriegsmarine pendant la Seconde Guerre mondiale.
L'U-403 coula deux navires marchands pour un total de 12 946 tonneaux au cours des huit patrouilles qu'il effectua. Le sous-marin a également participé à douze Rudeltaktik.
Il a été coulé par un avion français à l'ouest de Dakar en août 1943.

## Conception
Unterseeboot type VII, l'U-403 avait un déplacement de 769 tonnes en surface et 871 tonnes en plongée. Il avait une longueur totale de 67.10 m, un maître-bau de 6.20 m, une hauteur de 9.60 m, et un tirant d'eau de 4.74 m. Le sous-marin était propulsé par deux moteurs Diesel F46 produisant un total de 2 060 à 2 350 kW en surface et de deux moteurs électriques Garbe, Lahmeyer & Co. produisant un total 550 kW en plongée. Le sous-marin avait une vitesse en surface de 17.7 nœuds (32.8 km/h) et une vitesse de 7.6 nœuds (14.1 km/h) en plongée. Immergé, il avait un rayon d'action de 80 milles marins (150 km) à quatre nœuds (7.4 km/h ; 4.6 milles par heure), en surface, son rayon d'action était de 8 500 milles nautiques (soit 15 700 km) à dix nœuds (19 km/h).
L'U-403 était équipé de cinq tubes lance-torpilles de 53,3 cm (quatre montés à l'avant et un à l'arrière) qui contenait quatorze torpilles. Il était équipé d'un canon de 8,8 cm SK C/35 et d'un canon anti-aérien. Son équipage comprenait 49 sous-mariniers.

## Historique
Le sous-marin fut commandé le 23 septembre 1939 à Dantzig (Danziger Werft), sa quille fut posée le 20 mai 1940, il fut lancé le 26 février 1941 et mis en service le 25 juin 1941, sous le commandement du Kapitänleutnant Heinz-Ehlert Clausen.
Sa première patrouille fut précédée d'un court passage à Kiel.
L'U-403 quitta Kiel le 1er mars 1942. Il patrouilla en mer de Norvège et en mer de Barents. Il rentra à la base de Narvik le 19 mars 1942 après 19 jours en mer.
Sa deuxième patrouille se déroula du 4 avril au 21 avril 1942. Il coula l'Empire Howard de 6 985 tonneaux au sud-est de l'île aux Ours. Le navire sombra en cinquante-sept secondes. Il rentra à la base de Harstad après 18 jours en mer.
Après avoir amarré à Bergen, sa troisième patrouille dura 12 jours et il rentra à la base de Skjomenfjord, le 28 juillet 1942.
Sa quatrième patrouille se déroula du 2 au 20 août 1942. Il patrouilla en mer de Norvège, au large du Groenland et en mer de Barents. Il retourna à Skjomenfjord après 19 jours en mer.
Il quitta la base de Skjomenfjord le 26 août pour sa cinquième patrouille et rentra à Narvik le 21 septembre 1942. Entre-temps, il déménagea à Trondheim le 26.
Sa sixième patrouille du 9 janvier au 2 mars 1943, sois 53 jours en mer, le fait naviguer entre l'Islande et les îles Féroé puis vers le sud-est Groenland. Il fut attaqué par un avion canadien, le Canso (version canadienne du Catalina) au large de Terre-Neuve, le 6 février. L'U-403 s'en échappe en bon état.
Il coula le cargo grec Zeus, le 19 février 1943.
Lors de sa septième patrouille, l'U-403 est surpris et attaqué par un Fairey Swordfish du porte-avions HMS Biter le 10 mai 1943, au nord-ouest des Açores. L'U-Boot s'échappe indemne.
Le sous-marin patrouilla avec l'U-43, le 30 juillet 1943 durant sa huitième patrouille, quand ils furent attaqués par des Grumman TBF Avenger et des Grumman F4F Wildcat du porte-avions d'escorte USS Santee. Il en échappe de justesse ; l'U-43 n'a pas cette chance : il coule avec tout son équipage.
Cette chance est de courte durée, il est coulé à son tour par des charges de profondeur lancées par un Vickers Wellington le 18 août 1943, au large de Dakar, sur la côte ouest-Africaine, à la position géographique 13° 42′ N, 17° 36′ O.
Les 49 membres d'équipage meurent dans cette attaque.

## Affectations
- 5. Unterseebootsflottille du 25 juin 1941 au 31 août 1941 (Flottille d'entraînement).
- 7. Unterseebootsflottille du 1er septembre 1941 au 30 juin 1942 (Flottille de combat).
- 11. Unterseebootsflottille du 1er juillet 1942 au 28 février 1943 (Flottille de combat).
- 9. Unterseebootsflottille du 1er mars 1943 au 18 août 1943 (Flottille de combat).

## Commandement
- Kapitänleutnant Heinz-Ehlert Clausen du 25 juin 1941 au 15 juin 1943
- Kapitänleutnant Karl-Franz Heine du 16 juin 1943 au 18 août 1943

## Patrouilles
|       | Commandant                         | Départ            | Départ       | Arrivée           | Arrivée      | Jours     | Succès   |
| ----- | ---------------------------------- | ----------------- | ------------ | ----------------- | ------------ | --------- | -------- |
|       | Kptlt. Heinz-Ehlert Clausen        | 23 février 1942   | Kiel         | 26 février 1942   | Heligoland   | 4 jours   |          |
| 1     | Kptlt. Heinz-Ehlert Clausen        | 1er mars 1942     | Heligoland   | 19 mars 1942      | Narvik       | 19 jours  |          |
|       | Kptlt. Heinz-Ehlert Clausen        | 23 mars 1942      | Narvik       | 23 mars 1942      | Harstad      | 1 jours   |          |
| 2     | Kptlt. Heinz-Ehlert Clausen        | 4 avril 1942      | Harstad      | 21 avril 1942     | Harstad      | 18 jours  | 6 985    |
|       | Kptlt. Heinz-Ehlert Clausen        | 10 mai 1942       | Harstad      | 13 mai 1942       | Bergen       | 4 jours   |          |
| 3     | Kptlt. Heinz-Ehlert Clausen        | 17 juillet 1942   | Bergen       | 28 juillet 1942   | Skjomenfjord | 12 jours  |          |
| 4     | Kptlt. Heinz-Ehlert Clausen        | 2 août 1942       | Skjomenfjord | 20 août 1942      | Skjomenfjord | 19 jours  |          |
| 5     | Kptlt. Kptlt. Heinz-Ehlert Clausen | 26 août 1942      | Skjomenfjord | 21 septembre 1942 | Narvik       | 27 jours  |          |
|       | Kptlt. Heinz-Ehlert Clausen        | 24 septembre 1942 | Narvik       | 26 septembre 1942 | Trondheim    | 3 jours   |          |
| 6     | Kptlt. Heinz-Ehlert Clausen        | 9 janvier 1943    | Trondheim    | 2 mars 1943       | Brest        | 53 jours  | 5 961    |
| 7     | Kptlt. Heinz-Ehlert Clausen        | 19 avril 1943     | Brest        | 31 mai 1943       | Brest        | 43 jours  |          |
| 8     | Kptlt. Karl-Franz Heine            | 13 juillet 1943   | Brest        | 18 août 1943      | coulé        | 37 jours  |          |
| Total | Total                              | Total             | Total        | Total             | Total        | 228 jours | 12 846 t |

### OpérationsWolfpack
L'U-403 prit part à douze Rudeltaktik durant sa carrière opérationnelle :
- Aufnahme (7-11 mars 1942)
- Blücher (11-18 mars 1942)
- Bums (6-14 avril 1942)
- Blutrausch (15-18 avril 1942)
- Nebelkönig (7-14 août 1942)
- Trägertod (12-19 septembre 1942)
- Falke (15-19 janvier 1943)
- Haudegen (19 janvier - 15 février 1943)
- Taifun (15-20 février 1943)
- Amsel (26 avril - 3 mai 1943)
- Amsel 4 (3-6 mai 1943)
- Rhein (7-10 mai 1943)

## Navires coulés
| Date            | Nom           | Nationalité | Tonnage | Sort  |
| --------------- | ------------- | ----------- | ------- | ----- |
| 16 avril 1942   | Empire Howard | Royaume-Uni | 6 985   | Coulé |
| 19 février 1943 | Zeus          | Grèce       | 5 961   | Coulé |